# 麗倉鼠屬
麗倉鼠屬（Calomyscus），哺乳綱囓齒目麗倉鼠科（Calomyscidae）下的唯一屬，曾被視為與麗倉鼠属同科（倉鼠科）的動物尚有短耳倉鼠屬（短耳倉鼠）、川田鼠屬（四川田鼠）等數種哺乳動物。